# Fort Prince of Wales
Das Prince of Wales Fort ist eine 1717 errichtete Befestigungsanlage an der Hudson Bay in der heutigen kanadischen Provinz Manitoba und heute eine National Historic Site of Canada. Die Rekonstruktion des Forts aus den 1930er Jahren liegt am ursprünglichen Ort der Festung, also von Churchill aus gesehen jenseits des Churchill River. Militärisch und ökonomisch war die Festung zwar ein Fehlschlag, doch beeinflusste sie im 18. Jahrhundert die Lebensweise der dortigen Indianer, vor allem der Cree, in geringerem Maße auch der Inuit, in weitem Umkreis.

## Geschichte

### Jens Munk (1619–1620)
Obwohl Briten bereits 1610 die Hudson Bay entdeckten, überwinterte erstmals Jens Munk 1619 bis 1620 mit 61 Mann an der Mündung des Churchill-Flusses. Seine Expedition endete jedoch in einer Katastrophe, denn bis auf ihn selbst und einen einzigen Mann überlebte sie niemand. Nur die beiden Männer erreichten Norwegen, alle anderen starben an Skorbut oder an Trichinen, an Hunger und Kälte. Ein halbes Jahrhundert lang mieden die Europäer die Region. 

### Hudson’s Bay Company, indigene Konflikte, Pelzhandel (ab 1689)
Mit der Gründung der Hudson’s Bay Company im Jahr 1670 und einer ersten erfolgreichen Pelzhandelsexpedition im Jahr 1669 stieg jedoch das Interesse an der Region wieder. Allerdings begann man vorsichtig im Süden, an der James Bay. Dies hing damit zusammen, dass die britisch-französische Rivalität eine Ansiedlung dort ungemein riskant machte. 1689 entstand ein erstes Fort, doch fiel es einem Feuer zum Opfer. Erst mit dem Frieden von Utrecht (1713) blieben nur die Engländer als einzige europäische Macht übrig, die das Gebiet beanspruchte. 
Aber nicht nur europäische Konflikte behinderten den Handel, sondern auch indianische. So versuchte 1715 bis 1716 eine Expedition, die von der York Factory aufbrach, einen Frieden zwischen den zerstrittenen Ojibwa und Cree der Region herzustellen. Dies gelang jedoch nur dank der Unterstützung durch Thanadelthur, die auch als Slave Woman bekannt war. Sie vermittelte den Frieden, so dass der Pelzhandel beginnen konnte. Diese indigenen Konflikte hingen mit der besonderen Lage des Gebiets an der Grenze zwischen Taiga und Tundra zusammen, wobei die weiter südlich gelegenen Wälder noch in Reichweite waren. Drei Gruppen mit vollkommen verschiedenen Lebensweisen durchzogen es in regelmäßigen Zyklen. Die Swampy Cree bewegten sich dabei zwischen borealen Wäldern und den Niederungen an der Bucht, die Ojibwa oder Anishinabe durchzogen alle drei Ökoregionen, hinzu kamen Inuit aus den arktischen Gebieten.
Die Briten ihrerseits hofften, mit den weiter westlich gelegenen Gebieten unter Umgehung von Neufrankreich direkten Handel aufnehmen zu können. Zudem besaßen die Indianer sehr weit nach Norden reichende Kontakte. 

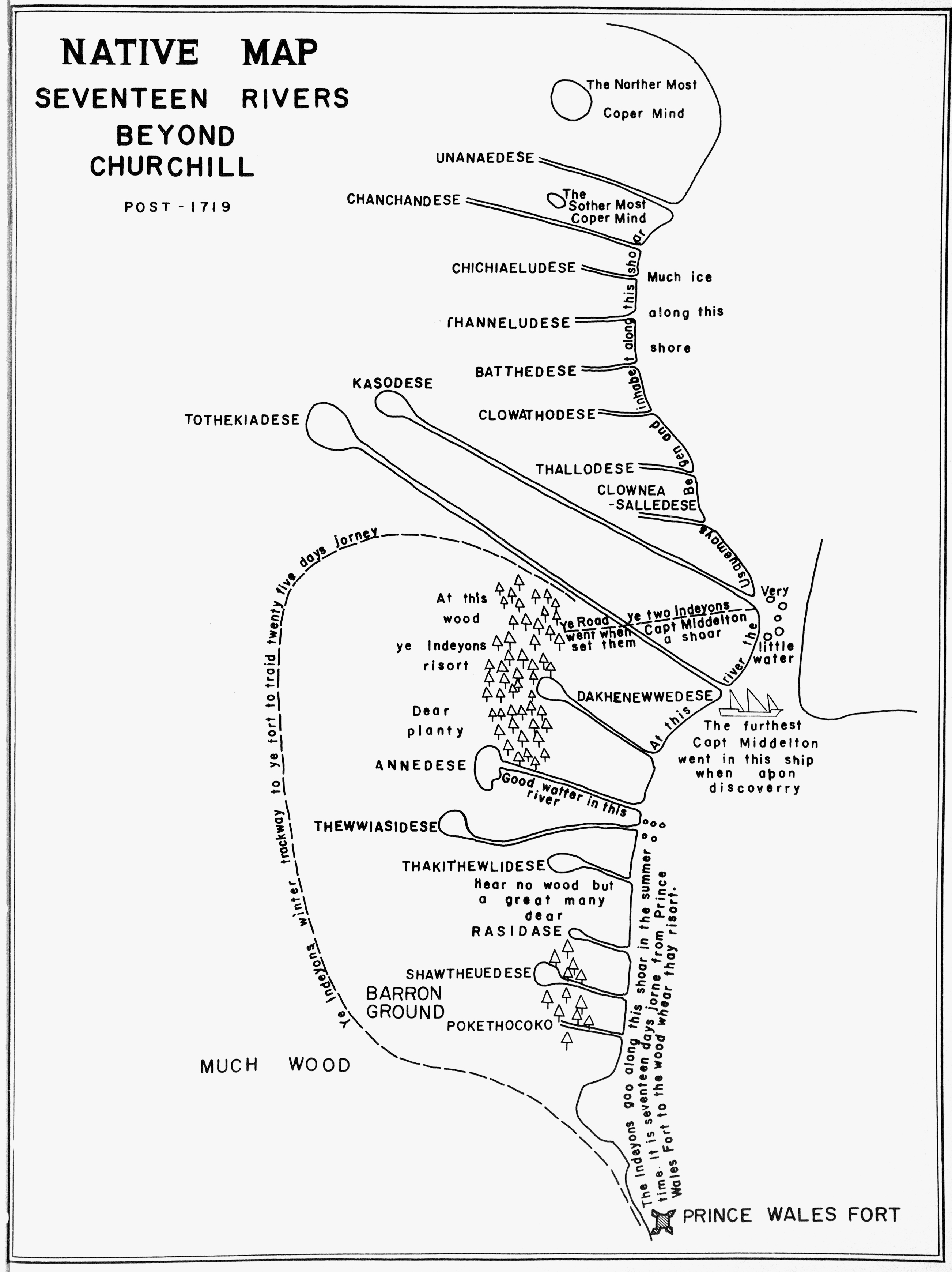
Eine von James Knight 1719 auf der Basis indianischer Angaben gefertigte Karte; John Warkentin und Richard I. Ruggles: Manitoba Historical Atlas : a Selection of Facsimile Maps, Plans, and Sketches from 1612 to 1969. Winnipeg: Historical and Scientific Society of Manitoba, 1969, S. 86.

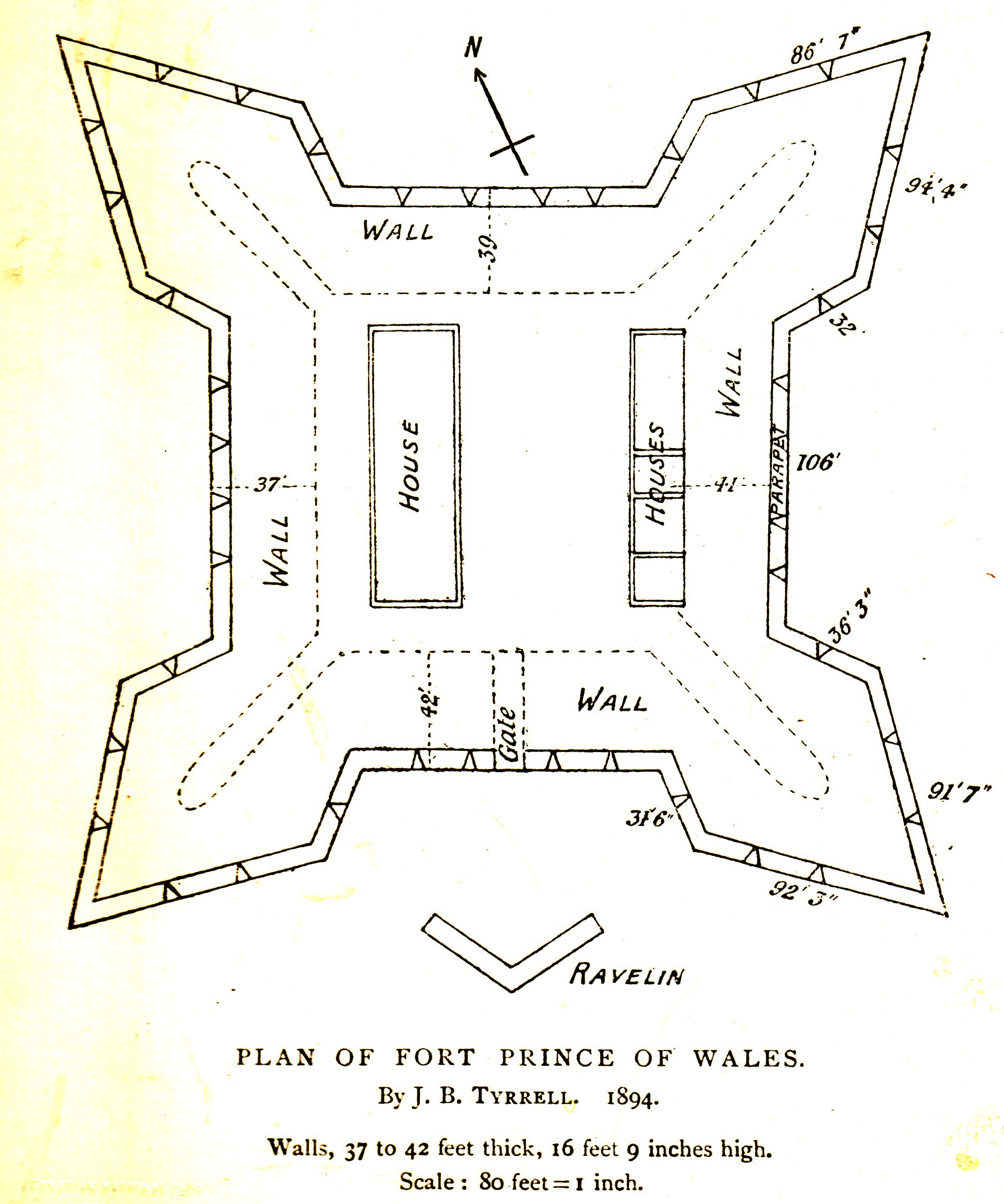

### Churchill River Post (1717)
James Knight von der Hudson’s Bay Company ließ das Fort 1717 unter dem Namen Churchill River Post errichten. Es wurde aus Baumstämmen errichtet. Zwei Jahre später erhielt es den Namen Prince of Wales Fort, doch ist es besser unter dem Namen Fort Prince of Wales bekannt. Es diente dem Pelzhandel der Company, den es am Churchill River zum einen schützen sollte, zum anderen sollte es eine Anlaufstation für die indigenen Händler aus weitem Umkreis bieten. Knight selbst glaubte, „York Fort is badd but this is Tenn times worse“ (Fort York ist schlimm, aber dies ist zehn Mal schlimmer). In Fort York glaubte man, das neue Fort habe keinen weiteren Nutzen, als den Handel von ihrem eigenen Fort abzulenken. So wurde es erst 1725 unabhängig vom größeren Nachbarn verwaltet.

### Die erste steinerne Festung (ab 1732)
1730 entschied die Führung der Company, aus Prince of Wales das zentrale Fort für die Verteidigung der Bay-Region zu machen. Dazu sollte es in Stein neu errichtet werden. Dies war umso leichter, als der große Fluss den Transport von sperrigen Gütern erleichterte. Am 3. Juni 1732 wurde der Grundstein gelegt. Chief Factor Richard Norton schätzte die Bauzeit auf sechs bis sieben Jahre, wozu vier Ochsenteams und 84 Männer gebraucht wurden. Die Bauzeit betrug jedoch rund 40 Jahre. Seine Außenmauern waren 6,5 m hoch und 11 m dick. Zwischen der inneren und der äußeren Mauer wurde eine Erdrampe errichtet, die leichte Bewegungen innerhalb der sternförmigen Festung mit vier Bastionen an den Ecken gestattete. 
Fort York blieb allerdings, was den Umfang des Handels anbetraf, zwei bis drei Mal so groß. Prince of Wales sollte als Zuflucht für die Schiffe und Männer der Company dienen. Sie sollten zugleich das Fort gemeinsam gegen einen Angriff verteidigen. 
1731 entstand der einzige Teil der Befestigungsanlage, der noch heute besteht. Er befindet sich am Eskimo Point. Die Arbeiten wurden allerdings nie vollendet. Die Anlage wurde mit 42 Kanonen ausgestattet, hinzu kam eine Batterie auf der anderen Flussseite am Cape Merry. Dort sollten 6 Kanonen aufgestellt werden. Das Fort bestand aus vier Bastionen, die durch lange Mauern verbunden waren. 
Von 1731 bis 1782 brachen von hier zahlreiche Walfang- und Pelztierjagd- oder -handelsexpeditionen auf. Von hier brach auch die Expedition von Samuel Hearne und Matonabbee zur Mündung des Coppermine River auf (1770–1771). Dabei war den Leitern des Forts durchaus bewusst, dass die umwohnenden Swampy Cree ein Handelsmonopol gegenüber anderen indigenen Gruppen durchsetzten. Sie kamen regelmäßig mit bestimmten Pelzmengen, vor allem Biber, und erhielten dafür Gewehre, Munition und Pulver, dazu Glasperlen und Metallwaren, wie Pfannen oder Töpfe. Obwohl die Company es versuchte, gelang es nie, ihren Konsumbedarf zu erhöhen, indem man etwa Spielzeug oder Spieluhren anbot. Wenn die Cree keinen Bedarf verspürten, kamen sie nicht zum Fort, so dass der Handel immer einen sehr schwankenden Charakter behielt. Dieser Handel wurde von kleinen Jägergruppen getragen, die über mehrere tausend Kilometer auszogen und oft erst nach Monaten zurückkehrten. 
Noch weiter entfernt saßen die Inuit im heutigen Keewatin. Sie weigerten sich, als Dolmetscher zu arbeiten oder überhaupt mit den Briten zu sprechen, wenn sie in Gefangenschaft gerieten. Auch wehrten sie sich mit Erfolg gegen das mitunter brutale Vorgehen. So griffen sie etwa Henley House an, ein weiteres Fort, und sie waren stolz auf ihre Unabhängigkeit.

### Besetzung und weitgehende Zerstörung durch Franzosen (1782–1783)
1782, als das Fort nur mit 22 Mann besetzt war, führte Jean-François de La Pérouse drei französische Kriegsschiffe vor die Befestigung. Samuel Hearne erkannte die militärische Überlegenheit der französischen Expedition und übergab das Fort ohne Zögern. Allerdings kehrte das von den Franzosen stark zerstörte Fort bereits 1783 wieder in britische Hand zurück. Obwohl es wieder hergestellt wurde, nahm seine Bedeutung rapide ab, da der Pelzhandel in der Region schnell an Bedeutung verlor und konkurrierende Posten entstanden. Zudem hatte Pérouse das Fort weitgehend zerstört. Er hatte die Waffen, allen voran die Kanonen, beseitigt, die Mauern unterminiert und große Breschen gesprengt. An fünf Stellen setzte er Feuer, um die Gebäude zu verbrennen. Seine ursprüngliche Bedeutung erlangte es nie wieder, York Factory wurde zum unbestritten bedeutendsten Posten.

### Leben im Fort und in der Umgebung
Jedoch wurden die Angestellten relativ gut bezahlt, die Möglichkeiten, das Handelsmonopol zu umgehen, und damit zu Vermögen zu gelangen, waren offenbar recht groß. Auch private Händler gelangten hier zu ansehnlichen Vermögen. 
Die Ernährung der Männer war so ausgerichtet, dass es nur noch selten zu Skorbut kam. Dazu trugen Nahrungsmittel der umwohnenden Indianer bei, wie etwa Cranberrys, aber auch der extensive Konsum von Porter und Portwein, die mit Malz und Beeren vermengt wurden. Hinzu kam alles, was sich jagen ließ, wie etwa Büffel. Im Winter waren die Unterkünfte allerdings so verraucht, dass viele Männer es vorzogen, in den Zelten der Indianer zu leben. Dabei wurden die Betten nicht auf dem Boden ausgebreitet, sondern auf einer dicken Lage von Kiefernzweigen.   
Am stärksten betroffen von der Existenz des Forts waren die Swampy Cree. Sie schützten und belieferten das Fort. Die Company brauchte Ansprechpartner, um in Verhandlungen zu treten, Geschenke und Waffen auszugeben, um Kontakte zu knüpfen. Dazu vergab sie an erfolgreiche Jäger Ehrentitel, wie Captain oder Chief. Im Machtsystem der Indianer gab es diese Einrichtungen, etwa eine Häuptlingsherrschaft, aber gar nicht, wenn es auch herausragende Männer gab. Außerdem waren die Briten von der Arbeit und dem Wissen der Cree abhängig. Sie lieferten ausreichend warme Kleidung, Schneeschuhe, angemessene Nahrungsmittel zum Erhalt der Gesundheit, Karibufleisch usw. Wenn die Karibuherden ausblieben, half die Company ihrerseits mit Mehl und anderen Nahrungsmitteln aus.

### Niedergang, Eisenbahnverbindung nach Churchill, Parks Canada
Um 1850 war der Niedergang so weit vorangeschritten, dass nur noch ein Postangestellter dort stationiert blieb. Nur der Bau einer Eisenbahnverbindung nach Churchill verhinderte, dass die Geisterstadt in Vergessenheit geriet. Das Fort wird heute von Parks Canada verwaltet.

## Überreste und Restaurierung
Von den ursprünglichen Bauwerken existiert keines mehr. Dies gilt für das große Wohnhaus, das aus Stein errichtet worden war, für das Quartier des Governors, für die Baracken und die Unterkünfte der Angestellten, aber auch für die Werkstätten, wie die Schmiede, die Schneiderei, die Häuser der Schreiner und Steinbearbeiter. Nur der große Hof besteht noch, das Gelände ist mit Gras überwachsen.
1929 wurde die Hudson Bay Railway, die Eisenbahnverbindung nach Churchill fertiggestellt. Einige der Arbeiter wurden in den folgenden Jahren zum Wiederaufbau der Mauern eingesetzt.
Die kanadische Bundesregierung, vertreten durch den für das Historic Sites and Monuments Board of Canada zuständigen Minister, stellte am 30. Januar 1920 die nationale historische Bedeutung fest und dass es sich bei dem Fort um eine „National Historic Site of Canada“ handelt. Sie erklärte es zur „Prince of Wales Fort National Historic Site of Canada“.

## Belege
1. ↑  Prince of Wales National Historic Site of Canada. In: Canadian Register of Historic Places. Abgerufen am 21. Oktober 2012 (englisch).
2. ↑  Prince of Wales Fort National Historic Site of Canada. In: Directory of Federal Heritage Designations. Parks Canada/Parcs Canada, abgerufen am 21. August 2022 (englisch).